# Stenus pallitarsis
Stenus pallitarsis – gatunek chrząszcza z rodziny kusakowatych i podrodziny myśliczków (Steninae).
Gatunek ten został opisany w 1833 roku przez Jamesa Francisa Stephensa.
Chrząszcz o biało owłosionym, smukłym ciele długości od 4,5 do 5,5 mm. Przedplecze jest znacznie dłuższe niż szersze, pozbawione jest podłużnej bruzdy środkowej. Pokrywy u nasady są znacznie szersze niż głowa. Powierzchnię odwłoka cechuje delikatna, siateczkowata mikrorzeźba. Brzegi boczne odwłoka są wąsko odgraniczone delikatną bruzdą. Odnóża ubarwione są czerwonożółto, wyjątkowo czarno. Krótkie i szerokie tylne stopy są co najwyżej trochę dłuższe od połowy goleni. Czwarty człon stóp jest wycięty sercowato, a trzeci głęboko. Samiec ma golenie pozbawione ząbków.
Owad palearktyczny, znany z Europy, Maroka, Algierii, Tunezji, Syberii, Gruzji, Armenii, Azerbejdżanu, Turcji, Syrii, Uzbekistanu i Kirgistanu. W Polsce rzadki. Spotykany wśród torfowców, w ściółce i na przybrzeżnych roślinach.